# Списький град
Списький град (словац. Spišský hrad) — найбільший замок у Словаччині, історичний центр Списького комітату, пам'ятник Світової спадщини ЮНЕСКО. Розташований у Спиському Подградді, територіально належить селу Жегра.

## Галерея

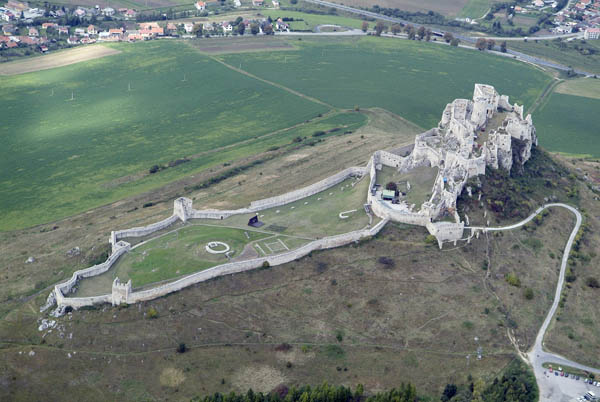
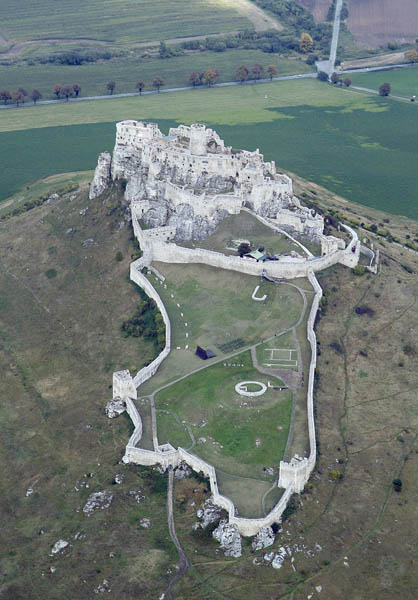
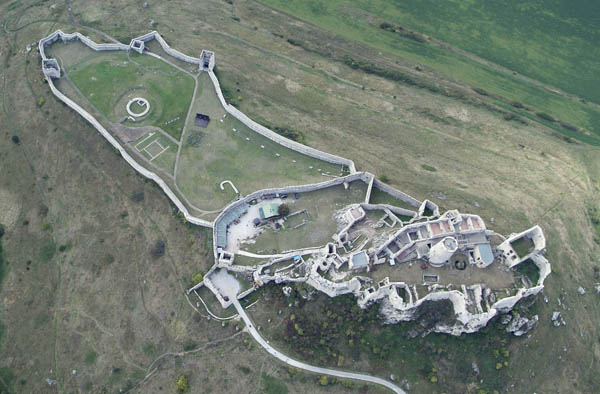

## Історія
Замок зведено в XII столітті як прикордонну фортецю, на схід від якої проживало плем'я Білих хорватів. У XIII столітті перебудовано й доповнено новим романським палацом і донжоном. У 1241 р. замок витримав монголо-татарську облогу. Наприкінці XIII століття італійські архітектори посилили фортифікацію замку. В XIV столітті до замку прибудовано Нижній замок. В XV столітті власники замку Запольські звели тут безліч нових будівель. Саме тут народився угорський король Янош Запольяї. На початку XVIII століття господарі покинули замок, в 1780 р. він згорів. Ведеться реставрація фортечних споруд. З листопада 2015 р. замок був зачинений на реконструкцію. Станом на серпень 2018 року більша частина території доступна для відвідування, за винятком декількох ділянок, що реконструюються.